# Südeichsfeld
Südeichsfeld település Németországban, azon belül Türingiában. Lakosainak száma 6377 fő (2023. december 31.). Südeichsfeld Wanfried, Vogtei és Rodeberg községekkel határos.

## Népesség
A település népességének változása:
| Lakosok száma | 6675 | 6629 | 6488 | 6440 | 6377 |
|               | 2017 | 2019 | 2021 | 2022 | 2023 |